# Агатархид (лунный кратер)
Кратер Агатархид (лат. Agatharchides) — ударный кратер, расположенный на южной границе Океана Бурь на видимой стороне Луны. Название присвоено в честь греческого историка и географа Агатархида (II век до н. э.) и утверждено Международным астрономическим союзом в 1935 г.

## Описание кратера
Кратер расположен между Морем Влажности и Морем Облаков. На северо-западе-западе от кратера раполагается древний кратер Гассенди, на юге небольшой кратер Леви и останки кратера Гиппал, на юго-востоке небольшой кратер Кениг, на востоке крупный кратер Буллиальд, на северо-востоке затопленный лавой кратер Любинецкий. Селенографические координаты центра кратера 19°51′ ю. ш. 31°07′ з. д. / 19,85° ю. ш. 31,11° з. д., диаметр 52 км, глубина 1,18 км.
Разрушенный вал кратера сильно отличается по высоте, местами находясь на уровне окружающей местности, а местами достигая высоты 1110 м. Наиболее сохранились восточная и западно-юго-западная части вала, северная часть полностью разрушена, южная сильно повреждена. Западная часть вала имеет двойной внешний склон, разрезанный глубокой долиной. Также в западной части вала лежит небольшой кратер. Южная часть вала пересечена несколькими параллельными долинами, направленными в сторону кратера Гиппал. Дно чаши кратера затоплено лавой, испещрено многочисленными мелкими кратерами и пересечено системой борозд. Объём кратера составляет приблизительно 1820 км³.

## Сателлитные кратеры
| Агатархид | Координаты                                            | Диаметр, км |
| --------- | ----------------------------------------------------- | ----------- |
| A         | 23°16′ ю. ш. 28°28′ з. д. / 23,27° ю. ш. 28,46° з. д. | 15,7        |
| B         | 21°31′ ю. ш. 31°43′ з. д. / 21,52° ю. ш. 31,71° з. д. | 7,0         |
| C         | 22°04′ ю. ш. 32°56′ з. д. / 22,06° ю. ш. 32,94° з. д. | 11,5        |
| E         | 20°44′ ю. ш. 33°11′ з. д. / 20,74° ю. ш. 33,19° з. д. | 15,3        |
| F         | 20°16′ ю. ш. 31°52′ з. д. / 20,26° ю. ш. 31,86° з. д. | 5,9         |
| G         | 20°10′ ю. ш. 26°50′ з. д. / 20,17° ю. ш. 26,84° з. д. | 6,0         |
| H         | 20°25′ ю. ш. 33°57′ з. д. / 20,41° ю. ш. 33,95° з. д. | 16,0        |
| J         | 21°37′ ю. ш. 32°37′ з. д. / 21,62° ю. ш. 32,61° з. д. | 13,0        |
| K         | 21°05′ ю. ш. 27°32′ з. д. / 21,08° ю. ш. 27,53° з. д. | 13,3        |
| L         | 21°07′ ю. ш. 26°47′ з. д. / 21,12° ю. ш. 26,79° з. д. | 8,0         |
| N         | 21°05′ ю. ш. 29°43′ з. д. / 21,09° ю. ш. 29,72° з. д. | 21,6        |
| O         | 19°14′ ю. ш. 26°43′ з. д. / 19,24° ю. ш. 26,71° з. д. | 4,7         |
| P         | 20°18′ ю. ш. 28°46′ з. д. / 20,30° ю. ш. 28,77° з. д. | 66,0        |
| R         | 18°22′ ю. ш. 30°51′ з. д. / 18,36° ю. ш. 30,85° з. д. | 5,1         |
| S         | 17°45′ ю. ш. 30°35′ з. д. / 17,75° ю. ш. 30,59° з. д. | 3,1         |
| T         | 18°19′ ю. ш. 27°48′ з. д. / 18,32° ю. ш. 27,80° з. д. | 5,6         |

- Сателлитный кратер Агатархид A включен в список кратеров с яркой системой лучей Ассоциации лунной и планетарной астрономии (ALPO)[5].
- Сателлитный кратер Агатархид A включен в список кратеров с темными радиальными полосами на внутреннем склоне Ассоциации лунной и планетарной астрономии (ALPO)[6].
- Сателлитный кратер Агатархид P пересечен трещиной, называемой бороздой Агатархида.
- Образование сателлитного кратера Агатархид P относится к нектарскому периоду[4].